# 후쿠우라 가즈야
후쿠우라 가즈야(일본어: 福浦 和也, 1975년 12월 14일 ~ )는 일본의 프로 전 야구 선수이며 지도자이다, 현재 퍼시픽 리그인 지바 롯데 마린스의 1군 타격코치이다.
2001년부터 2006년까지 6년 연속 3할대의 타율을 기록한 ‘애버리지 히터’(アベレージヒッター)이며 세 차례의 골든 글러브상을 수상한 경력이 있기 때문에 수비에서의 가장 높은 평가를 받은 선수로 알려져 있다.

## 인물

### 1994년 ~ 2000년
지바현 나라시노시 출신으로 나라시노 시립 나라시노 고등학교를 졸업한 후 1993년 프로 야구 드래프트 회의에서는 지바 롯데 마린스에 7순위로 지명 받아 투수로서 입단했다. 그러나 반 년간 어깨 부상을 3차례나 당하면서 이후에 타자로 전향해 입단 4년차인 1997년에 배트를 앞뒤로 흔드는 진자 타법(振り子打法)을 내걸어 1군에 본격 데뷔했다. 즉석에서 1루의 주전으로 정착하였지만 그러나 그 다음은 이시이 히로오, 프랭크 볼릭, 하쓰시바 기요시 등에게 포지션을 양보하면서 외야를 지켰다.

### 2001년
그 해에 다시 1루수로 복귀하여 재능이 향상되면서 7년 연속 타격왕(수위 타자)을 석권한 이치로가 메이저 리그에 진출한 해에 오가사와라 미치히로(당시 닛폰햄)와의 타격왕 타이틀을 놓고 경쟁한 결과 3할 4푼 6리의 최고 타율을 기록하여 데뷔 후 첫 타이틀인 수위 타자를 획득했다. 또 18홈런을 기록하면서, 하쓰시바 기요시 이후의 부재였던 지바 롯데의 간판 타자로서 기대에 부응했다.

### 2002년 ~ 2004년
이듬해에는 17개의 사구를 받았으나 3할대의 타율을 기록했고, 2003년에는 시즌 전 경기인 140경기에 모두 출전하면서 타율 3할, 50개의 2루타에 더해 21개의 홈런을 기록, 외국인 선수 기용의 형편상 여름에는 3년 만에 외야수를 지켰고, 데뷔 후 처음으로 골든 글러브상(1루수 부문)을 수상했다. 2004년에는 대한민국에서 아시아 최다 홈런 기록이자 시즌 56홈런을 기록한 이승엽이 입단했지만 그 해에도 타율 3할 1푼 4리와 11홈런을 기록해 안정된 실력을 보여주는 등 1루의 주전 자리를 지켰다.

### 2005년
갑작스런 부상으로 인해 다소 불안한 시즌을 보냈지만, 시즌 종반에 가까스로 5년 연속 3할대의 타율을 달성했다. 찬스로의 힘은 변함없이 지바 롯데의 플레이오프 진출에 기여했고 플레이오프에서도 타격 호조를 유지해 지바 롯데의 31년 만의 리그 우승을 이끌었다. 일본 시리즈 3차전에서는 한신 타이거스의 상대 투수 사지키하라 마사시로부터 만루 홈런을 때려냈다. 아시아 시리즈에서는 허리 통증 때문에 선수 등록은 되지 않았지만 팀은 아시아 시리즈에 우승해 초대 챔피언이 된다. 또 그 해에는 리그 최상위에 해당되는 9개의 희생 플라이 기록했다.

### 2006년
4월에는 자신의 첫 월간 MVP를 수상했고, 7월에는 몸에 맞는 볼에 의해 왼쪽 손목에 골절상을 입는 부상을 당하는 등 약 1개월 간의 전력에서 이탈당하는 상황도 있었지만 6년 연속 3할대의 타율을 달성했다. 시즌 성적은 타율 3할 1푼 2리, 4홈런을 기록했고 시즌 종료 후 FA권을 취득했다.

### 2007년
그 해에는 개막 직후부터 부상을 당해 5월까지는 3할대의 타율을 지키는 등 부상에 회복된 직후야말로 높은 타율이었지만 부상의 영향으로 타율이 급격히 떨어지면서 타율 2할 5푼 8리와 4개의 홈런이라는 최악의 성적을 기록했다. 작년까지 좌완 투수와 상대해서 타율이 3할 대에 가까운 타격을 보였지만 2007년에는 타율 1할 8푼 1리에 끝났다. 그러나 승부의 힘은 건재하고 득점권 타율은 3할 3푼 9리를 기록했으며 타점은 57타점으로 작년보다 많았다. 규정 타석에는 불과 1타석에 부족하여 규정 타석을 채우지는 못했지만 수비에서는 예전의 움직임이 건재하고 자신의 3번째인 골든 글러브상을 차지했다. 오프에는 복수 년도의 계약이 끊어져 한때 FA선언이라는 얘기가 나돌았지만 FA를 선언하지 않고 팀에 잔류했다.

### 2008년
또 다시 찾아온 부상 악화로 인해 작년 시즌의 자기 최저 기록을 경신하는 불운을 겪었고 복귀 이후에는 지명 타자나 대타로서의 출전하는 일이 많아졌다.

### 2009년
시즌 초에는 최근 몇 년 동안 저조하면서 타율은 2할대 후반으로 가라 앉아 찬스에 약할 정도로 득점권 타율은 1할대, 장타율도 2할대 후반까지 낮아지는 등 타순은 주로 2번이나 8번에 호리 고이치와 병용되고 있었지만 8월 후반부터 서서히 페이스를 끌어 올려 승부의 힘과 장타력을 되찾아 시즌 종반에는 다시 3번 타자로 복귀했다. 비록 3할에 닿지 않기는 했지만 2년 만에 100안타와 3년 만에 규정 타석을 채웠다.

### 2010년
트레이드로 지바 롯데에 입단한 김태균이 입단하면서 주로 지명타자나 대타로서 출전해 그 해에는 최근 몇 년간의 부진에서 벗어나 초반에는 7번이나 대타로 출전하기도 했다. 후반기에 들어서면서 사토자키 도모야, 사부로의 전력 이탈로 6번 타자나 5번 타자로 뛰는 경우가 많아 9월 8일의 오릭스 버펄로스전에서는 타격 부진에 시달리고 있는 김태균과의 타순이 변경되어 7년 만에 4번 타자로서의 선발로 출전했다. 규정 타석에는 채우지 못했지만 최종적으로 시즌 타율은 2할 9푼 5리를 기록해 최근 몇 년간 감소하고 있던 홈런 개수도 13개가 되면서 2004년 이후 두 자릿수를 기록했다. 그리고 지명 타자 부문에서 베스트 나인에 선정되었는데 이것은 자신으로서는 첫 수상이다.

### 2011년

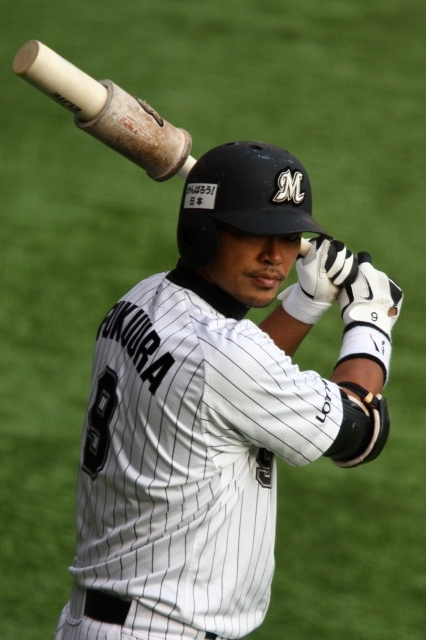
후쿠우라 가즈야(2011년)

개막전에서 3점 홈런을 때려냈고 그 후에는 4번 타자로 활약한 적은 많았지만 극심한 부진에 시달렸다. 6월에는 타율이 3할 4푼 6리로 회복되었지만 7월 이후에는 다시 부진에 시달리면서 8월 이후에는 선발 명단에서 제외된 경우가 많아 규정 타석에도 채우지는 못했다. 최종적으로는 타율 2할 2푼 3리, 3홈런, 43타점을 남기는 등 개인 최저 성적을 기록하면서 시즌을 마감했다.

### 2012년
개막 이후부터 선발 출전하는 일이 많았지만 교류전 이후, 특히 여름 이후에는 종반에 있어서의 대타로서 출전이 많아지는 등 타율 2할 5푼, 홈런 개수는 한 개도 없었다. 대타로서의 타율은 4할을 넘어 5타석 연속 안타를 기록하는 등 승부에 강한 타격을 보여주었다.

## 플레이 스타일
- 183cm의 장신으로 균형이 잡힌 체형에다가 발은 그다지 빠르지 않고 내야 안타는 적은 편이다. 라이너로 외야 사이를 가르는 2루타를 때려내 2001년에는 수위타자를 차지했지만 도루는 단 한 개도 없었다. 수위타자를 차지한 것과 도루 한 개도 없는 것은 처음이다.
- 최근 몇 년간 부상의 영향으로 홈런이 감소하고 있었지만 2005년 일본 시리즈나 2007년의 클라이맥스 시리즈에서는 홈런을 기록했다.
- 봄에는 컨디션이 나오지 않는 일도 많지만 5~6월에 컨디션을 끌어 올려 여름에는 컨디션이 떨어지는 케이스가 많다. 그러나 가을에 들어가면 다시 상태를 되찾는 경우가 있다. 2006년 시즌에는 3·4월의 월간 MVP를 차지해 6월까지의 타율 랭킹 1위였지만 여름의 부진(7월의 월간 타율은 1할대)으로 인해 최종적으로는 랭킹 5위가 되었다.

## 상세 정보

### 출신 학교
- 나라시노 시립 나라시노 고등학교

### 선수 경력
- 지바 롯데 마린스(1994년 ~ 2019년)

### 지도자 경력
- 지바 롯데 마린스 1,2군 플레잉 코치 겸 타격코치(2018년 ~ 2019년)
- 지바 롯데 마린스 2군 수석코치 겸 타격코치(2020년 ~ 2021년)
- 지바 롯데 마린스 1군 타격코치(2022년 ~ )

### 수상·타이틀 경력

#### 타이틀
- 수위 타자: 1회(2001년)

#### 수상
- 베스트 나인: 1회(2010년)[2]
- 골든 글러브상: 3회(2003년, 2005년, 2007년)[3]
- 월간 MVP: 1회(2006년 4월)

### 개인 기록

#### 첫 기록
- 첫 출장·첫 선발 출장: 1997년 7월 5일, 대 오릭스 블루웨이브 14차전(지바 마린 스타디움), 7번·1루수로서 선발 출장
- 첫 안타: 상동, 4회말에 윌리 프레이저로부터
- 첫 타점: 1997년 7월 13일, 대 세이부 라이온스 15차전(삿포로시 마루야마 구장), 5회초에 이시이 다케히로로부터
- 첫 홈런: 1997년 8월 12일, 대 세이부 라이온스 16차전(지바 마린 스타디움), 2회말에 요코타 히사노리로부터 우중간에 역전 결승 2점 홈런
- 첫 2루타: 1997년 8월 19일, 대 세이부 라이온스 19차전(세이부 라이온스 구장), 2회초에 도요다 기요시로부터
- 첫 도루: 1998년 7월 28일, 대 후쿠오카 다이에 호크스 16차전(기타큐슈 시민 구장), 2회초에 2루 안착(투수: 니시무라 다쓰지, 포수: 조지마 겐지)

#### 기록 달성 경력
- 통산 1000안타: 2004년 8월 20일, 대 후쿠오카 다이에 호크스 23차전(지바 마린 스타디움), 3회말에 사이토 가즈미로부터 중전 안타 ※역대 225번째
- 통산 1000경기 출장: 2005년 5월 12일, 대 한신 타이거스 3차전(지바 마린 스타디움), 3번·1루수로서 선발 출장 ※역대 402번째
- 통산 300개의 2루타: 2007년 8월 3일, 대 홋카이도 닛폰햄 파이터스 13차전(지바 마린 스타디움), 7회말에 브라이언 스위니로부터 좌익선상 적시 2루타 ※역대 46번째
- 통산 1500안타: 2009년 5월 2일, 대 후쿠오카 소프트뱅크 호크스 5차전(후쿠오카 Yahoo! JAPAN 돔), 8회초에 미즈타 아키오로부터 좌중간에 2점 적시 2루타 ※역대 99번째
- 통산 1500경기 출장: 2009년 8월 19일, 대 오릭스 버펄로스 17차전(지바 마린 스타디움), 8번·1루수로서 선발 출장 ※역대 166번째
- 통산 100홈런: 2010년 3월 22일, 대 사이타마 세이부 라이온스 3차전(세이부 돔), 3회초에 기시 다카유키로부터 우중간에 2점 홈런 ※역대 258번째
- 통산 350개의 2루타: 2011년 4월 13일, 대 도호쿠 라쿠텐 골든이글스 2차전(QVC 마린필드), 7회말에 가와기시 쓰요시로부터 우익선상 2루타 ※역대 30번째

#### 기타
- 올스타전 출장: 3회(2000년, 2004년, 2005년)[4]

### 등번호
- 70(1994년 ~ 1997년, 2020년 ~ )
- 9(1998년 ~ 2019년)

### 연도별 타격 성적
| 연 도      | 소 속      | 경 기 | 타 석 | 타 수 | 득 점 | 안 타 | 2 루 타 | 3 루 타 | 홈 런 | 루 타 | 타 점 | 도 루 | 도 루 자 | 희 생 번 | 희 생 플 | 볼 넷 | 고 4 | 사 구 | 삼 진 | 병 살 타 | 타 율 | 출 루 율 | 장 타 율 | O P S |
| ---------- | ---------- | ----- | ----- | ----- | ----- | ----- | ------- | ------- | ----- | ----- | ----- | ----- | -------- | -------- | -------- | ----- | ---- | ----- | ----- | -------- | ----- | -------- | -------- | ----- |
| 1997년     | 지바 롯데  | 67    | 242   | 218   | 27    | 63    | 8       | 1       | 6     | 91    | 23    | 0     | 1        | 1        | 1        | 19    | 2    | 3     | 36    | 5        | .289  | .353     | .417     | .770  |
| 1998년     | 지바 롯데  | 129   | 526   | 465   | 61    | 132   | 32      | 3       | 3     | 179   | 57    | 1     | 2        | 0        | 6        | 51    | 3    | 4     | 78    | 10       | .284  | .356     | .385     | .740  |
| 1999년     | 지바 롯데  | 114   | 284   | 256   | 21    | 71    | 15      | 1       | 3     | 97    | 35    | 0     | 0        | 0        | 3        | 21    | 1    | 4     | 38    | 5        | .277  | .338     | .379     | .717  |
| 2000년     | 지바 롯데  | 131   | 494   | 446   | 58    | 132   | 21      | 4       | 7     | 182   | 56    | 1     | 1        | 6        | 4        | 34    | 2    | 4     | 59    | 15       | .296  | .348     | .408     | .756  |
| 2001년     | 지바 롯데  | 120   | 519   | 451   | 82    | 156   | 30      | 4       | 18    | 248   | 67    | 0     | 2        | 2        | 3        | 58    | 3    | 5     | 74    | 10       | .346  | .424     | .550     | .973  |
| 2002년     | 지바 롯데  | 135   | 565   | 493   | 48    | 148   | 40      | 0       | 9     | 215   | 66    | 2     | 1        | 0        | 3        | 52    | 3    | 17    | 73    | 10       | .300  | .384     | .436     | .820  |
| 2003년     | 지바 롯데  | 140   | 623   | 567   | 75    | 172   | 50      | 1       | 21    | 287   | 76    | 2     | 3        | 1        | 5        | 48    | 6    | 2     | 89    | 22       | .303  | .357     | .506     | .863  |
| 2004년     | 지바 롯데  | 128   | 569   | 506   | 67    | 159   | 42      | 1       | 11    | 236   | 73    | 2     | 1        | 2        | 4        | 47    | 0    | 10    | 82    | 8        | .314  | .381     | .466     | .847  |
| 2005년     | 지바 롯데  | 114   | 491   | 434   | 54    | 130   | 25      | 1       | 6     | 175   | 72    | 0     | 2        | 0        | 9        | 39    | 0    | 9     | 55    | 5        | .300  | .363     | .403     | .766  |
| 2006년     | 지바 롯데  | 114   | 484   | 436   | 43    | 136   | 20      | 1       | 4     | 170   | 52    | 0     | 3        | 3        | 7        | 33    | 5    | 5     | 52    | 11       | .312  | .362     | .390     | .752  |
| 2007년     | 지바 롯데  | 110   | 445   | 395   | 41    | 102   | 20      | 1       | 4     | 136   | 57    | 0     | 1        | 2        | 6        | 38    | 3    | 4     | 44    | 8        | .258  | .325     | .344     | .669  |
| 2008년     | 지바 롯데  | 105   | 371   | 310   | 39    | 78    | 9       | 0       | 1     | 90    | 44    | 0     | 0        | 1        | 7        | 50    | 2    | 2     | 49    | 10       | .252  | .352     | .290     | .643  |
| 2009년     | 지바 롯데  | 129   | 460   | 396   | 47    | 108   | 18      | 0       | 6     | 144   | 39    | 1     | 0        | 11       | 3        | 46    | 0    | 4     | 65    | 8        | .273  | .352     | .364     | .716  |
| 2010년     | 지바 롯데  | 116   | 359   | 322   | 42    | 95    | 19      | 0       | 13    | 153   | 61    | 0     | 0        | 3        | 3        | 28    | 2    | 3     | 47    | 8        | .295  | .354     | .475     | .829  |
| 2011년     | 지바 롯데  | 116   | 405   | 358   | 22    | 80    | 13      | 0       | 3     | 102   | 43    | 0     | 0        | 1        | 6        | 37    | 3    | 3     | 72    | 11       | .223  | .297     | .285     | .582  |
| 2012년     | 지바 롯데  | 84    | 199   | 180   | 5     | 45    | 3       | 0       | 0     | 48    | 25    | 0     | 0        | 1        | 2        | 15    | 1    | 1     | 27    | 3        | .250  | .308     | .267     | .575  |
| 2013년     | 지바 롯데  | 78    | 169   | 140   | 5     | 32    | 5       | 1       | 0     | 39    | 17    | 0     | 0        | 0        | 2        | 26    | 1    | 1     | 30    | 4        | .229  | .349     | .279     | .628  |
| 2014년     | 지바 롯데  | 43    | 106   | 92    | 4     | 26    | 2       | 0       | 0     | 28    | 15    | 0     | 0        | 0        | 0        | 12    | 1    | 2     | 14    | 1        | .283  | .377     | .304     | .682  |
| 2015년     | 지바 롯데  | 73    | 199   | 173   | 17    | 47    | 3       | 0       | 2     | 56    | 21    | 1     | 0        | 0        | 0        | 20    | 1    | 6     | 34    | 4        | .272  | .367     | .324     | .691  |
| 2016년     | 지바 롯데  | 36    | 90    | 82    | 4     | 20    | 2       | 0       | 0     | 22    | 7     | 0     | 0        | 0        | 0        | 5     | 0    | 3     | 12    | 2        | .244  | .311     | .268     | .579  |
| 2017년     | 지바 롯데  | 70    | 155   | 134   | 6     | 30    | 7       | 0       | 0     | 37    | 18    | 0     | 0        | 0        | 2        | 18    | 0    | 1     | 25    | 4        | .224  | .316     | .276     | .592  |
| 2018년     | 지바 롯데  | 82    | 196   | 181   | 6     | 38    | 4       | 0       | 1     | 45    | 11    | 0     | 0        | 0        | 2        | 10    | 1    | 2     | 34    | 4        | .210  | .256     | .249     | .505  |
| 2019년     | 지바 롯데  | 1     | 4     | 4     | 0     | 0     | 0       | 0       | 0     | 0     | 0     | 0     | 0        | 0        | 0        | 0     | 0    | 0     | 0     | 0        | .000  | .000     | .000     | .000  |
| 통산：23년 | 통산：23년 | 2235  | 7955  | 7039  | 774   | 2000  | 388     | 19      | 118   | 2780  | 935   | 10    | 17       | 34       | 78       | 707   | 40   | 95    | 1089  | 168      | .284  | .354     | .395     | .749  |

- 2019년 기준, 굵은 글씨는 시즌 최고 성적.
- 1994년 ~ 1996년은 1군 출장 없음.

### 연도별 수비 성적
| 연도 | 1루  | 1루   | 1루  | 1루  | 1루  | 1루    | 외야 | 외야 | 외야 | 외야 | 외야 | 외야   |
| 연도 | 경기 | 척살  | 보살 | 실책 | 병살 | 수비율 | 경기 | 척살 | 보살 | 실책 | 병살 | 수비율 |
| ---- | ---- | ----- | ---- | ---- | ---- | ------ | ---- | ---- | ---- | ---- | ---- | ------ |
| 1997 | 65   | 546   | 30   | 7    | 47   | .988   | -    | -    | -    | -    | -    | -      |
| 1998 | 127  | 1116  | 65   | 6    | 133  | .995   | -    | -    | -    | -    | -    | -      |
| 1999 | 74   | 258   | 23   | 5    | 35   | .990   | 18   | 20   | 1    | 1    | 0    | .955   |
| 2000 | 93   | 644   | 43   | 2    | 54   | .997   | 58   | 74   | 2    | 4    | 1    | .950   |
| 2001 | 116  | 1122  | 59   | 5    | 92   | .996   | -    | -    | -    | -    | -    | -      |
| 2002 | 133  | 1195  | 76   | 6    | 97   | .995   | -    | -    | -    | -    | -    | -      |
| 2003 | 135  | 1328  | 101  | 7    | 109  | .995   | 2    | 3    | 0    | 0    | 0    | 1.000  |
| 2004 | 111  | 1040  | 65   | 6    | 106  | .995   | -    | -    | -    | -    | -    | -      |
| 2005 | 112  | 1020  | 48   | 7    | 95   | .993   | -    | -    | -    | -    | -    | -      |
| 2006 | 112  | 1019  | 70   | 6    | 80   | .995   | -    | -    | -    | -    | -    | -      |
| 2007 | 103  | 902   | 68   | 5    | 73   | .995   | -    | -    | -    | -    | -    | -      |
| 2008 | 86   | 642   | 56   | 2    | 58   | .997   | -    | -    | -    | -    | -    | -      |
| 2009 | 124  | 869   | 73   | 1    | 74   | .999   | -    | -    | -    | -    | -    | -      |
| 2010 | 10   | 75    | 4    | 1    | 7    | .988   | -    | -    | -    | -    | -    | -      |
| 2011 | 26   | 233   | 22   | 0    | 18   | 1.000  | -    | -    | -    | -    | -    | -      |
| 2012 | 40   | 316   | 31   | 4    | 22   | .989   | -    | -    | -    | -    | -    | -      |
| 2013 | 32   | 182   | 19   | 0    | 13   | 1.000  | -    | -    | -    | -    | -    | -      |
| 2014 | 18   | 112   | 15   | 0    | 11   | 1.000  | -    | -    | -    | -    | -    | -      |
| 2015 | 44   | 282   | 24   | 3    | 16   | .990   | -    | -    | -    | -    | -    | -      |
| 2016 | 21   | 120   | 9    | 0    | 12   | 1.000  | -    | -    | -    | -    | -    | -      |
| 2017 | 31   | 152   | 19   | 0    | 11   | 1.000  | -    | -    | -    | -    | -    | -      |
| 2018 | 2    | 6     | 1    | 0    | 0    | 1.000  | -    | -    | -    | -    | -    | -      |
| 2019 | 1    | 1     | 0    | 0    | 0    | 1.000  | -    | -    | -    | -    | -    | -      |
| 통산 | 1616 | 13180 | 921  | 73   | 1163 | .995   | 78   | 97   | 3    | 5    | 1    | .952   |

- 2019년 기준, 연도에서의 굵은 글씨는 골든 글러브상 수상 연도.